# David Ferriero
David Sean Ferriero (31 décembre 1945 à Beverly, Massachusetts, États-Unis) est un bibliothécaire, administrateur de bibliothèque et le 10e archiviste des États-Unis. 

## Biographie
Auparavant, il était directeur de la New York Public Library et, encore avant, directeur de la bibliothèque universitaire et provost adjoint aux bibliothèques à l'université Duke. Avant d'occuper le poste à l'université de Duke, il a travaillé pendant 31 ans à la bibliothèque du Massachusetts Institute of Technology. Ferriero est le premier bibliothécaire à occuper le poste d'archiviste des États-Unis.

## Lien avec le mouvement wikimédien
Dans le cadre de son mandat aux Archives nationales, Ferriero s’est intéressé activement à travailler avec Wikipédia, s'en qualifiant lui-même de « grand fan ». Interrogé sur l’engagement des Archives nationales avec Wikipédia, sa réponse est : « Les Archives sont impliquées dans Wikipédia parce que c’est là que se trouvent les gens. Sous l’égide de Ferriero, les Archives nationales ont travaillé avec la Wikimedia Fondation depuis 2009, ayant eu un wikipédien en résidence et ont téléchargé des milliers d’images sur Wikimedia Commons. Il a cité un blogueur en disant : "Si Wikipédia est assez bon pour l’archiviste des États-Unis, peut-être qu’il devrait être assez bon pour vous",.